# Tuschák Róbert
Tuschák Róbert (Salgótarján, 1927. április 15. – 2018. november 22.) Széchenyi-díjas magyar gépész- és villamosmérnök, egyetemi tanár, a Magyar Tudományos Akadémia rendes tagja. Kutatási területe a szabályozástechnika, a villamos gépek és az irányításelmélet. Számos méretezési és szabályozási eljárás kifejlesztője. 1973 és 1979 között a Budapesti Műszaki Egyetem (BME) Villamosmérnöki Kar dékánja, 1984 és 1990 között a BME rektorhelyettese.

## Életpályája
1945-ben érettségizett, majd felvették a József Nádor Műszaki és Gazdaságtudományi Egyetem Gépészmérnöki Karára, ahol az addigra már Budapesti Műszaki Egyetemmé átszervezett intézményben szerzett mérnöki diplomát 1950-ben.
Diplomájának megszerzése után az egyetemen kapott tanársegédi állást, majd három éven keresztül aspiráns volt. Az aspiratúra befejezte után 1956-tól a Ganz Villamossági Művek tervezőmérnökeként kezdett el dolgozni. 1963-ban az automatizálási osztály vezetőjévé nevezték ki. Közben a Budapesti Műszaki Egyetem félállású adjunktusa is volt. 1966-ban egyetemi tanári kinevezést kapott a folyamatszabályozási tanszékre. 1970-ben a Villamosmérnöki Kar dékánhelyettesévé választották, ekkor távozott a Ganz Művektől. Három évvel később a Kar dékáni tisztét vette át, közben 1978-ban megbízták az automatizálási tanszék vezetésével is. A kar élén 1979-ig, a tanszék élén 1994-ig állt. Közben 1984 és 1990 között az egyetem rektorhelyettese volt. Emellett 1997-ig az MTA és a BME közös Irányítástechnikai Kutatócsoportját is vezette. 1997-ben professor emeritusi címet kapott. 2001-ben Szilárd Leó professzori ösztöndíjjal kutatott.
1955-ben védte meg a műszaki tudományok kandidátusi, 1963-ban akadémiai doktori címét. Az MTA Automatizálási és Számítástechnikai Bizottságának, valamint az Elektrotechnikai Bizottságnak lett tagja. 1982-ben a Magyar Tudományos Akadémia levelező, 1990-ben pedig rendes tagjává választották meg. 1995 és 2000 között az MTA Felügyelő Bizottságának elnöke volt. 1997 és 2000 között a Magyar Akkreditációs Bizottság munkájában is részt vett. 1993-ban a Magyar Elektrotechnikai Egyesület tiszteletbeli elnökévé választották.

## Munkássága
Fő kutatási területe a szabályozástechnika, a villamos gépek és az irányításelmélet.
Jelentős eredménye az acélékes forgórészű turbógenerátorok tulajdonságainak meghatározása tranziens (átmeneti), aszinkron, illetve aszimmetrikus üzemállapotokban. Emellett kidolgozott egy méretezési eljárást a szinkrongépek indító kalickájának felmérésére és méretezésére. A szinkrongépek kérdéskörében az öngerjesztésű félvezetős típus elméletét is kidolgozta, ennek alapján új, félvezetős automatikus gerjesztésszabályozót fejlesztett ki.
Ezenkívül sikerült új eljárást kialakítania diszkrét szabályozó szintézisére, valamint meghatározta a folytonos idejű rendszer folytonos és diszkrét átviteli függvényei közötti összefüggést. Az 1990-es évektől a szabályozás-, illetve irányítástechnika oktatásának módszertani és tananyagi kérdéseivel foglalkozik, elsősorban az internet kínálta lehetőségek felhasználása terén. Több mint hatvan tudományos publikáció szerzője vagy társszerzője.

## Díjai, elismerései
- Akadémiai Díj (1969)
- Magyar Köztársaság Csillagrendje (1991)
- A Magyar Köztársasági Érdemrend középkeresztje (1993)
- Széchenyi-díj (1995) – A turbogenerátorok tranziens viselkedésének kutatásában és az irányítástechnika nemzetközileg is elismert művelésében elért eredményeiért.
- Mérnöktovábbképzésért díj (1998)

## Főbb publikációi
- Frigyes Andor-Szita Iván-Tuschák Róbert-Schnell László: Elektrotechnika (Tankönyvkiadó, Budapest 1951, 1961) (társszerző)
- The Equivalent Circuit of Negative Sequence Reactances of Synchronous Machines and its Application to the Analysis of Short Circuit Currents (1953)
- Közelítő számítási módszerek kiálló pólusú szinkronmotorok indító kalickájának méretezésére (1962)
- Some Problems Concerning Big Hydrogen Colled Turbo-, Alternators (társszerző, 1970)
- Elektrotechnikai Kislexikon (főszerk., 1973)
- Practical Aspect of the Design of Sampled Data Control Systems (1981)
- Relation between Transfer and Pulse Transfer Function of Continuous Processes (1981)
- Mintavételes szabályozások tervezésének néhány kérdése (székfoglaló, 1983)
- Egykimenetű rendszerek szabályozási struktúrái (székfoglaló, 1993)
- Szabályozástechnika (1994)
- Computer Aided Control Education (társszerző, 1996)
- Teaching Basic Control Theory: a Novel Approach Using Web-Matlab Based Teaching Materials (társszerző, 2004)